# Golden Job
Pour plus de détails, voir Fiche technique et Distribution.
Golden Job (黃金兄弟, Huang jin xiong di, litt. « Frères d'or ») est un film d'action hongkongais réalisé par Chin Ka-lok, sorti le 20 septembre 2018 à Hong Kong et Singapour et le 21 septembre 2018 en Chine continentale et à Taiwan.
C'est le troisième film réalisé par Chin Ka-lok après deux tentatives ratées : New Mad Mission (1997) et No Problem 2 (2002).
Tourné en cantonais (la langue de Hong Kong), il est premier du box-office chinois de 2018 lors sa première semaine d'exploitation et totalise presque 100 millions $ de recettes dans ce pays.

## Synopsis
Un groupe d'anciens mercenaires se réunit pour préparer un vol exceptionnel : un camion rempli de médicaments, propriété d'une agence de renseignement étrangère, destiné à approvisionner un camp de réfugiés. Mais lorsqu'ils découvrent que le camion est rempli d'or volé, la bande se rend compte qu'elle a été doublé par l'un des leurs.

## Distribution
- Ekin Cheng : Lion
- Jordan Chan : Volcan
- Jerry Lamb : Souris
- Michael Tse : Bill Leung
- Chin Ka-lok : Calme
- Eric Tsang : Papa
- Charmaine Sheh : Le docteur Zoe Chow
- Yasuaki Kurata
- Billy Chow
- Phil Chang (en)